# Nicola Peltz
Nicola Anne Peltz-Beckham (* 9. ledna 1995 Westchester County, New York) je americká herečka. V roce 2010 ztvárnila roli Katary ve snímku Poslední vládce větru. Během let 2013 až 2015 hrála v dramatickém seriálu Batesův motel. V roce 2014 si zahrála roli Tessy Yeager ve filmu Transformers: Zánik.

## Životopis
Narodila se ve Westchester County jako dcera bývalé modelky Claudie a podnikatele Nelsona Peltzových. Její otec vlastnil značku Snapple. Má čtyři starší bratry, dva mladší bratry a sestru.
Ztvárnila roli Katary ve filmu Poslední vládce větru z roku 2010. Zahrála si roli Renee Kyte v nezávislém filmu Eye of the Hurricane. Její filmový debut přišel již v roce 2006 ve snímku Budiž světlo a dále si zahrála roli Becki ve snímku Harold. Měla malou roli ve videoklipu zpěvačky Miley Cyrus s názvem „7 Things“.
Dne 26. března 2013 bylo oznámeno, že ji režisér Michael Bay obsadil jako hlavní ženskou roli do nadcházejícího čtvrtého pokračování filmů o Transformers. Bylo oznámeno, že spolu s herci Markem Wahlbergem a Jackem Reynorem bude tvořit hlavní lidskou trojici a že všichni tři podepsali smlouvy na celou novou nadcházející trilogii filmů.
V roce 2013 si zahrála středoškolskou studentku Bradley Martin v osmi epizodách seriálu Batesův motel. Byla obsazena do jedné z hlavních rolí v pokračování filmu Transfomers Transformers: Zánik. Film měl premiéru v červnu 2014. V roce 2014 si zahrála s Grantem Gustinem ve filmu Affluenza. V červenci 2015 se připojila k obsazení komedie Youth in Oregon. V říjnu 2015 se stala modelem pro Alexandra Wanga na Pařížském týdnu módy. V únoru 2016 se objevila ve videoklipu Zayna Malika k písničce „It's You“. V dubnu byla obsazena do dramatického pilotu When the Street Lights Go On.

## Filmografie

### Film
| Rok  | Název                         | Role          | Poznámky |
| ---- | ----------------------------- | ------------- | --- |
| 2006 | Budiž světlo                  | Mackenzie     | |
| 2008 | Harold                        | Becki         | |
| 2008 | Oprávněné vraždy              | Lynn          | |
| 2010 | Poslední vládce větru         | Katara        | Nominace – Zlatá malina v kategorii Nejhorší herečka ve vedlejší roli |
| 2012 | Eye of the Hurricane          | Renee Kyte    | |
| 2014 | Transformers: Zánik           | Tessa Yeager  | ComicCon Award v kategorii Stoupající hvězda (s Jackem Reynorem) Nominace – Teen Choice Award v kategorii Průlomová hvězda – film Nominace – Young Hollywood Award v kategorii Objev roku – herečka Nominace – Zlatá malina v kategorii Nejhorší herečka ve vedlejší roli |
| 2014 | Affluenza                     | Kate Miller   | |
| 2016 | Mládí v Oregonu               | Annie Gleason | |
| 2018 | Our House                     | Hannah        | |
| 2018 | Back Roads                    | Amber Altmyer | |
| 2019 | The Obituary of Tunde Johnson | Marley Meyers | |
| 2020 | Sváteční rande                | Felicity      | |

### Televize
| Rok  | Název                        | Role                | Poznámky                                                   |
| ---- | ---------------------------- | ------------------- | ---------------------------------------------------------- |
| 2013 | Batesův motel                | Bradley Martin      | hlavní role (1. řada), vedlejší role (2.–3. řada), 14 dílů |
| 2017 | Inhumans                     | Nová členka Inhuman | díl: „Behold...The Inhumans“                               |
| 2020 | When the Street Lights Go On | Chrissy Monroe      | neprodaný televizní pilotní díl                            |

### Hudební videa
| Rok  | Název      | Umělec      |
| ---- | ---------- | ----------- |
| 2008 | „7 Things“ | Miley Cyrus |
| 2016 | „It's You“ | Zayn Malik  |